# Xã Litchfield, Quận Medina, Ohio
Xã Litchfield (tiếng Anh: Litchfield Township) là một xã thuộc quận Medina, tiểu bang Ohio, Hoa Kỳ. Năm 2010, dân số của xã này là 3.250 người.